# かなリアンアイランド
『かなリアンアイランド』は、2002年4月1日から2004年3月25日まで茨城放送で放送されていたワイド番組である。

## 概要
2002年のワイド番組大改編でスタートした平日午後ワイド。リスナーからのリクエスト、パーソナリティー藤田加奈子とゲストの絶妙なトーク、楽しい情報を交えて約4時間お送りする。

本番組から茨城放送の平日午後ワイドの開始時刻が12:10に繰り上げられた。

番組タイトルは大瀧詠一の楽曲、『カナリア諸島にて』が由来となっている。

## 放送時間
- 毎週月曜 - 木曜 12:10 - 15:55 ※金曜日は、『上恭ノ介のアイム・カミング』放送のため、放送なし

## 出演者
- 藤田加奈子

## コーナー
☆は単独番組から本番組に内包。△は前番組『気ままにアフタヌーン』から続投したコーナー
- コーラス歌う仲間たち☆ - 12:20頃
- 柴田敏郎のパーソナルゴルフ☆ - 12:50頃
- お昼の聞き耳ガイド☆ - 12:55頃　平日11:50からの『プロモーションスクエア』、平日15:55からの『インフォメーションタイム』と同様。約4分間BGMが流れそこに複数のCMが流れる。
- トヨタミュージックドライブ△ - 13:10頃
- 桂扇生のゴマをすりま～す△ - 第2、第4火曜日のみ放送。13:30頃　※栃木放送と共同制作
- つくば1458△ - 13:30頃
- ガイドタイム△ - 13:45頃
- 農産物畜産物市況△ - 13:55頃
- 切手のない贈り物△ - 14:00頃
- ナニしようかな・スクーピーレポート - 14:10頃
- トータルハウスの聞いてマル得（火曜、木曜） - 14:20頃
- なるほど泌尿器科（水曜） - 14:20頃
- ゲストコーナー - 14:33頃
- ラジオ県だより△ - 14:55頃
- 窓辺のささやき - 15:05頃
- しあわせ発見 - 15:15頃
- こんにちはスウィングです△ - 15:20頃
- カスミミュージックストーリー△ - 15:38頃

## 備考
- 2002年4月1日の茨城放送ではこの番組の他に、早朝の『もぎたてラジオ朝一番』、午前帯の『俊介の朝から満塁ホームラン』、本番組の直後に放送された『阿部重典のアットマーク』と、一斉に各ワイド番組がスタートした。
- 高校野球茨城大会開催時は、番組自体が休止となるケースもあった。